# Mimi Leder
Mimi Leder (Nova York, 26 de janeiro de 1952) é uma cineasta, diretora e produtora norte-americana.
Conhecida por suas cenas de ação e efeitos especiais, Leder foi a primeira mulher a se formar no American Film Institute, em 1973.

## Biografia
Leder nasceu na cidade de Nova Iorque, em 1951. É filha de Etyl Leder, uma pianista clássica, e Paul Leder, diretor, produtor, escrito, editor, roteirista e ator norte-americano, que trabalhou em filmes como My Friends Need Killing, Attack of the Giant Horny Gorilla e Dismember Mama. Leder foi criada em Los Angeles, seguindo os preceitos judaicos, já que sua mãe era sobrevivente do holocausto, de Bruxelas, libertada do campo de concentração de Auschwitz.
Lede foi apresentada ao cinema ainda na infância por seu pai que produzia filmes de maneira independente e com baixo orçamento. Ele até a levava ao cinema para assistir a filmes nos quais ele tenha trabalhado. Decidida a seguir carreira na área, Leder ingressou e se formou no American Film Institute, em 1973, a primeira mulher aceita na instituição.

## Vida pessoal
Leder tem uma filha, a atriz Hannah Leder, com seu marido, o ator, Gary Werntz.

## Filmografia
- 1997 - O Pacificador
- 1998 - Impacto Profundo
- 1999 - Sentimental Journey
- 2000 - A Corrente do Bem
- 2009 - Jogo Entre Ladrões
- 2012 - All Quiet on the Western Front
- 2014 - The Leftovers